# Parnamirim (Pernambuco)
Parnamirim é um município brasileiro do estado de Pernambuco.

## História
Por força da lei provincial nº 1.464/1879, o antigo distrito de Leopoldina é elevado à condição de vila, desmembrado de Cabrobó. Em 1º de julho de 1909, a lei estadual nº 991 elevou a vila à categoria de cidade.
Essa situação se manteve até 27 de março de 1934, quando o decreto-lei estadual nº 314 extinguiu o município de Leopoldina e distribuiu seu território aos municípios de Bodocó (então chamado de "Granito"), Salgueiro e Serrinha.
Somente em 9 de dezembro de 1938 veio a emancipação definitiva: o decreto-lei estadual nº 235 eleva novamente Leopoldina à categoria de município, com território desmembrados dos municípios de Bodocó e Serrinha. Cinco anos depois, a lei estadual nº 952, de 31 de dezembro de 1943, rebatizaria o município para Parnamirim, nome que se mantém até os dias atuais.

## Etimologia
O topônimo "Parnamirim" é de origem tupi e significa "rio pequeno", através da junção dos termos paranã ("rio") e mirim ("pequeno").

## Geografia
Com altitude de 392 metros, o município se localiza à latitude 08°05'26" sul e à longitude 39°34'42" oeste. Sua população estimada em 2004 era de 21.093 habitantes.
O município é constituído de três distritos: Parnamirim (sede), Icaiçara e Veneza.